# 松山南郵便局
松山南郵便局（まつやまみなみゆうびんきょく）は愛媛県松山市にある郵便局。民営化前の分類では集配普通郵便局であった。

## 概要
住所：〒791-1199 愛媛県松山市森松町647

## 沿革
- 1883年（明治16年） - 森松郵便局（五等）として開設[1]。
- 1885年（明治18年）10月16日 - 貯金取扱を開始。
- 1887年（明治20年）5月31日 - 廃止。
- 1908年（明治41年）2月11日 - 再設置。
- 1955年（昭和30年）12月1日 - 久米郵便局[2]から電報配達業務の一部[3]を移管[4]。
- 1969年（昭和44年）7月20日 - 電話交換業務を松山電話局に、和文電報配達業務を松山電報局および砥部郵便局に、それぞれ移管。
- 1985年（昭和60年）6月17日 - 久谷郵便局から集配業務を移管。
- 1986年（昭和61年）3月1日 - 特定郵便局から普通郵便局に局種別改定するとともに、松山南郵便局に改称。
- 1998年（平成10年）9月1日 - 外国通貨の両替および旅行小切手の売買に関する業務取扱を開始。
- 2006年（平成18年）10月16日 - 砥部（とべ）郵便局および広田郵便局からそれぞれ「791-21xx」「791-22xx」区域の集配業務を移管[5]。
- 2007年（平成19年）10月1日 - 民営化に伴い、併設された郵便事業松山南支店に一部業務を移管。
- 2012年（平成24年）10月1日 - 日本郵便株式会社発足に伴い、郵便事業松山南支店を松山南郵便局に統合。

## 取扱内容
- 郵便、印紙、ゆうパック、内容証明
- 貯金、為替、振替、振込、国際送金、国債、投資信託
- 生命保険、バイク自賠責保険、自動車保険、変額年金保険
- ゆうちょ銀行ATM
- 「791-11xx」区域（松山市内の一部地域）、「791-21xx」区域（伊予郡砥部町（合併以前からの砥部町域））、「791-22xx」区域（伊予郡砥部町（旧広田村域））の集配業務
- ゆうゆう窓口

## 周辺
- 松山市役所 浮穴支所
- 松山南警察署
- 国道33号
- 重信川

## アクセス
- 伊予鉄バス 森松営業所または森松東停留所
- 松山自動車道 松山ICから南東へ約2km
- 駐車場あり：20台